# سارة ديسغاردين
سارة ديسغاردين هي ممثلة كندية، ولدت في 15 يوليو 1994 في فانكوفر في كندا.

## وصلات خارجية
- سارة ديسغاردين على موقع IMDb (الإنجليزية)
- سارة ديسغاردين على موقع قاعدة بيانات الفيلم (الإنجليزية)